# Szelevény
Szelevény är en ort i Ungern.   Den ligger i provinsen Jász-Nagykun-Szolnok, i den centrala delen av landet, 120 km sydost om huvudstaden Budapest. Szelevény ligger 81 meter över havet och antalet invånare är 1 137.
Terrängen runt Szelevény är mycket platt. Runt Szelevény är det ganska glesbefolkat, med 35 invånare per kvadratkilometer. Närmaste större samhälle är Szentes, 17,1 km söder om Szelevény. Trakten runt Szelevény består till största delen av jordbruksmark.